# Günter Ammon
Günter Ammon (* 9. Mai 1918 in Berlin; † 3. September 1995 ebenda) war ein deutscher Psychiater, Psychoanalytiker und Begründer der Berliner Schule der Dynamischen Psychiatrie, der Deutschen Akademie für Psychoanalyse.

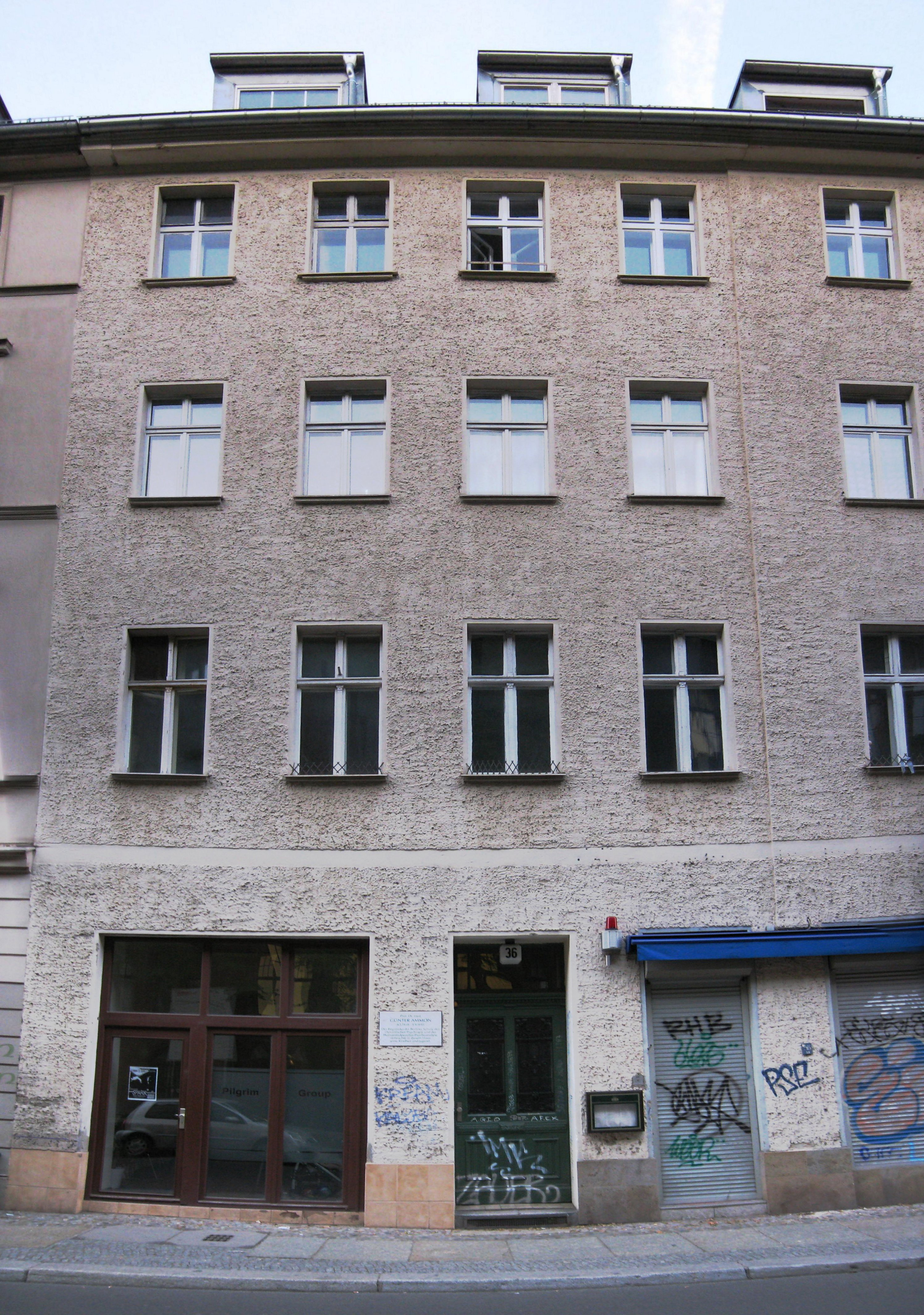
Im Haus Große Hamburger Straße 36 verbrachte Ammon die Kindheit und Jugend. Neben dem Eingang ist eine Gedenktafel angebracht.

## Leben
Günter Ammon studierte Medizin, Psychologie, Philosophie, Anthropologie und Archäologie in Berlin, Heidelberg und Greifswald. Er unterzog sich einer großen Freudianischen Lehranalyse bei Carl Müller-Braunschweig am Berliner Psychoanalytischen Institut der IPV und einer zweiten ichpsychologischen Lehranalyse bei Isaac Ramsey in Topeka. Fast zehn Jahre lang arbeitete er als Psychiater an der Menninger Foundation in Topeka/USA, wo er sich gemeinsam mit Menninger, Frank, Applebaum und Horwitz der Wiedereinführung der Gruppentherapie an der Menninger-Klinik widmete.
Zurück aus den USA wurde Ammon 1967 Dozent und Leiter der Studentenberatungsstelle an der Freien Universität Berlin. Ausgehend von der amerikanischen Dynamischen Psychiatrie gründete er 1968 die Deutsche Gruppentherapeutische Gesellschaft (DGG) und die Fachzeitschrift Dynamische Psychiatrie/Dynamic Psychiatry, im Jahr darauf dann die Deutsche Akademie für Psychoanalyse und Dynamische Psychiatrie (DAP) sowie das Berliner Lehr- und Forschungsinstitut (LFI). Er gründete die dynamisch-psychiatrische Klinik Menterschwaige (München) sowie 1970 ein gruppendynamisches Tagungszentrum der DAP in Paestum (Süditalien). Ferner war er Gründer und Präsident der World Association for Dynamic Psychiatry (WADP). 1995 habilitierte er sich am Bechterew Institut in St. Petersburg.
Günter Ammon gilt als Wegbereiter in der Erforschung und Behandlung des Borderline-Syndroms und dessen Ursprung in Kindesmisshandlungen. In seiner über vierzigjährigen Beschäftigung mit dieser Erkrankung hat er sie sowohl im Zusammenhang von Persönlichkeitsstruktur, Diagnostik und Behandlung als auch in ihrer Stellung innerhalb der archaischen Ich-Erkrankungen neu definiert. Es ist sein Verdienst, das Borderline-Syndrom als ein eigenständiges Krankheitsbild dargestellt zu haben.

## Kritik
Ammon war in seiner Funktion als Institutsleiter umstritten. So wurde er von ehemaligen Kollegen, Schülern und Ausbildungskandidaten erheblicher Kritik ausgesetzt. Ammon forderte bedingungslose Anhängerschaft bis ins Privatleben hinein. Der ehemals im Vorstand der DAP befindliche Dietrich Stollberg warf ihm vor, eine „Oligarchie der Analytiker“ anzustreben.  Verschiedene Fachgesellschaften wie die Deutsche Gesellschaft für Psychoanalyse, Psychotherapie, Psychosomatik und Tiefenpsychologie distanzierten sich von ihm und seinem Institut.

## Ehrungen

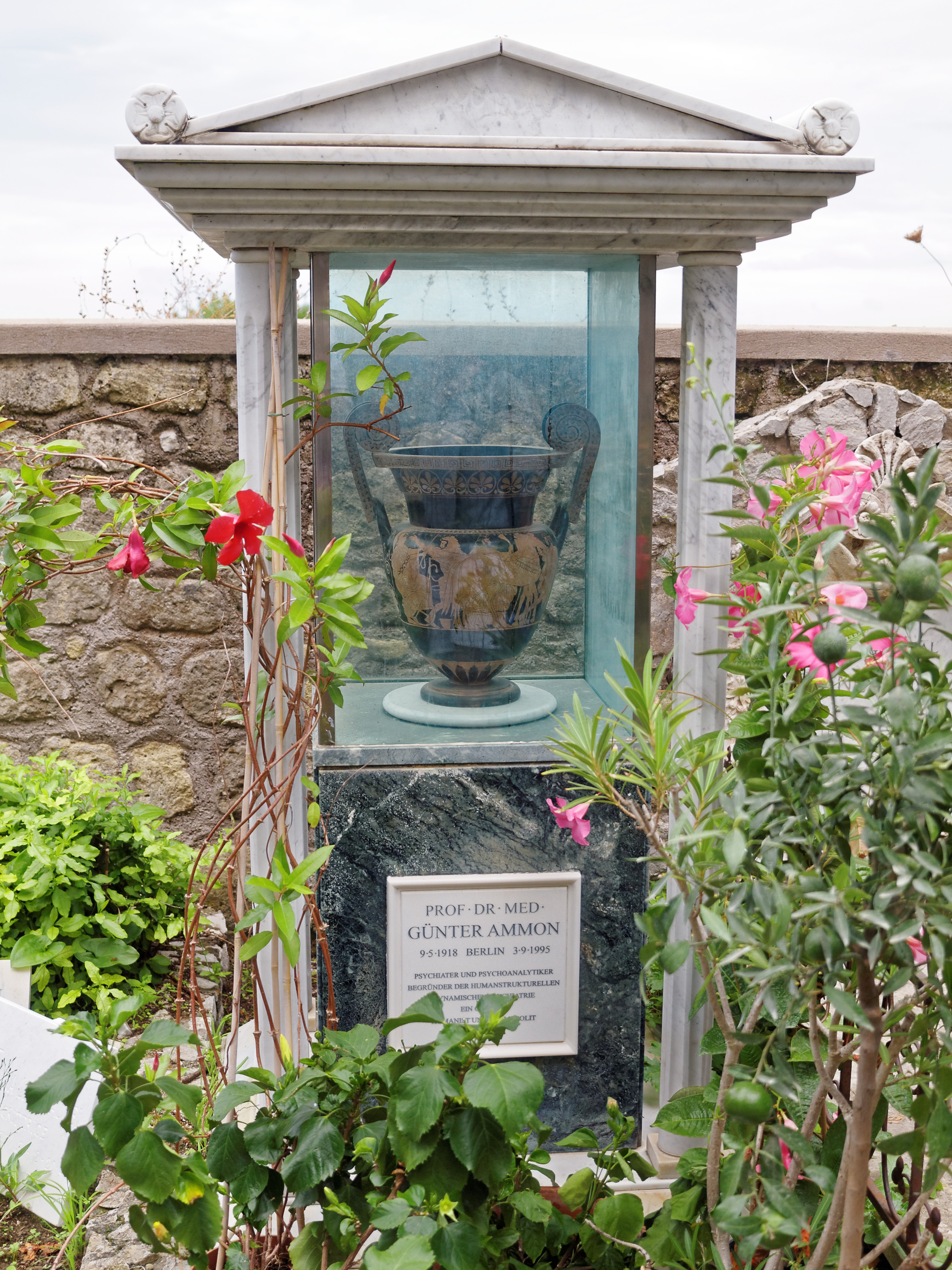
Grab auf der Insel Capri

- Günter Ammon ist wegen seines Engagements für den Erhalt der Ruinenstätte Paestum Ehrenbürger der italienischen Gemeinde Capaccio.[7]
- Als einem der wenigen Ausländer wurde ihm die Ehre zuteil, auf dem Friedhof von Capri begraben zu sein.
- An seinem Geburtshaus in der Großen Hamburger Straße 36 erinnert eine Berliner Gedenktafel an sein Wirken.

## Schriften (Auswahl)
- 1959: The Theoretical Aspects of Milieu Therapy
- 1970: Gruppendynamik der Aggression
- 1972: Gruppendynamik der Kreativität
- 1973: Gruppenpsychotherapie. Beiträge zur Theorie und Technik der Schulen einer psychoanalytischen Gruppentherapie
- 1975: Psychotherapie der Psychosen
- 1979: Kindesmißhandlung
- 1979: (Herausgeber) Handbuch der Dynamischen Psychiatrie, Band 1
- 1982: (Herausgeber) Handbuch der Dynamischen Psychiatrie, Band 2
- 1986: Der mehrdimensionale Mensch. Zur ganzheitlichen Schau von Mensch und Wissenschaft, 2. Aufl. 1995, 3. Aufl. 2019
- 1998: Das Borderline-Syndrom. Krankheit unserer Zeit